# La pescadera
L'escultura urbana coneguda pel nom La pescadera, ubicada a la plaça Trascorrales, a la ciutat d'Oviedo, Principat d'Astúries, Espanya, és una de les més d'un centenar que adornen els carrers de l'esmentada ciutat espanyola.
El paisatge urbà d'aquesta ciutat, es veu adornat per obres escultòriques, generalment monuments commemoratius dedicats a personatges d'especial rellevància en un primer moment, i més purament artístiques des de finals del segle xx.
L'escultura, feta de bronze, és obra de Sebastián Miranda y Pérez-Herce, i està datada la seua inauguració l'any 2005.
Realment l'estàtua és una reproducció, en bronze fos a la cera perduda, d'una obra de menor grandària que era una de les deu escultures que conformaven un lot d'escultures de Sebastián Miranda adquirit per l'Ajuntament d'Oviedo. La còpia en escaiola es va realitzar després de morir el seu autor.
L'obra està dedicada a "Saturnina Requejo, la Cachucha", una dona de Cimadevilla, que apareix també en el "Retablo del Mar" obra igualment de Sebastián Miranda y Pérez-Herce, que es troba al  Museu Casa Natal de Jovellanos a Gijón.